# Stolnica v Winchestru
Katedralna cerkev Svete Trojice, svetega Petra, svetega Pavla in svetega Swithuna, splošno znana kot stolnica v Winchestru, je stolnica mesta Winchester v Angliji in je med največjimi te vrste v severnem Evropi. Stolnica je sedež winchestrskega škofa in je matična cerkev starodavne škofije Winchester. Vodita ga dekan in kapitelj pod vodstvom dekana Winchestra.
Stolnica kakršna je danes, je bila zgrajena med letoma 1079 do 1532 in je posvečena številnim svetnikom, predvsem Swithunu iz Winchestra. Ima zelo dolgo in zelo široko ladjo v perpendicular gotskem slogu, zgodnjeangleški retrokor ter normanske transepte in stolp. S skupno dolžino 170 m je to najdaljša srednjeveška stolnica na svetu in jo prekašajo le novejše cerkve, kot so bazilika svetega Petra v Rimu, bazilika Naše Gospe miru v Yamoussoukru, Liverpool. Anglikanska stolnca, stolnica sv. Janeza Divine v New Yorku in bazilika Naše Gospe v Aparecidi. S površino 4.968 m² je tudi šesta največja stolnica po površini v Združenem kraljestvu, prehitevajo jo le Liverpool, St Paul's, York, Westminster (RC) in Lincoln.
Glavna turistična atrakcija je leta 2019 pritegnila 365.000 obiskovalcev.

## Zgodovina

### Prejšnje zgradbe
Čeprav so bile cerkve v Winchestru zabeležene že leta 164, je prvo krščansko cerkev mogoče izslediti nazaj do leta 648, ko je kralj Cenwalh iz Wessexa zgradil majhno stavbo v obliki križa severno od sedanje stavbe. Ta stavba, znana kot Old Minster, je leta 662 postala stolnica za novo škofijo Winchester, obsežno območje, ki se razteza od Rokavskega preliva do reke Temze, škofovstvo pa je bilo preneseno iz Dorchestra na Temzi, Oxfordshire Bishop Wine. Zasnove te zgodnje cerkve ni mogoče potrditi, saj danes ni nobene sledi razen tlorisa, vendar Wolstan omenja prehodni stolp, ki je nekoliko stran od zahodnega konca. Škof Wine je umrl v ok. 672, toda eden njegovih poznejših naslednikov, Swithun, bo postal eden najbolj znanih škofov Winchestra.
Ni znano, ali je Swithun sam nadziral kakršno koli širitev stare stolnice, vendar je v Acta Sanctorum zapisano, da je od leta 963 do 984 škof Ethelwold močno razširil cerkev, dela pa je končal naslednji škof Alphege. Cerkev je bila ponovno posvečena leta 993 in je bila sestavljena iz osrednjega stolpa, severne in južne ladje, transepta, kripte in apside in je bila na kratko največja cerkev v Evropi. Na mestu je bila tudi Nova stolnica, ki je bila neposredna konkurenca sosednji Stari stolnici. New Minster je začel Alfred Veliki, dokončal pa ga je leta 901 njegov sin Edvard Starejši. Dva samostana sta obstajala drug ob drugem, menihi so postali tako rekoč prepleteni drug z drugim. Swithunovo truplo, ki je bilo po njegovih željah pokopano na pokopališču zunaj cerkve, so prinesli notri in ga shranili v veličastnem svetišču.

### Normanska stolnica
Ko je Viljem Osvajalec leta 1066 napadel Anglijo, je začel nameščati svoje lastne škofe namesto anglosaških. Viljem je leta 1070 postavil svojega prijatelja in sorodnika Walkelina za prvega normanskega škofa v Winchestru, devet let kasneje, leta 1079,je Walkelin začel graditi veliko novo normansko stolnico na mestu južno od starega in New Minstera, mesto sedanje stavbe. Nova stolnica je bila posvečena z dokončanjem vzhodnega dela leta 1093, številne grobnice saških kraljev pa so se iz stare stolnice preselili v novo. Naslednji dan se je začelo rušenje Nove in Stare stolnice, ki je hitro napredovalo in ni pustilo skoraj nobenih ostankov. Obris stare stolnice je še danes viden severno od sedanje ladje.
Delo je hitro napredovalo do transeptov in osrednjega stolpa, ki sta bila gotovo dokončana do leta 1100, ko je bil William Rufus pokopan pod prehodnim stolpom. Dela na ladji so bila verjetno prekinjena leta 1107, ko je padel osrednji stolp, vendar so se znova začela po rekonstrukciji stolpa in dokončala pred smrtjo Williama Giffarda, ki je bil winchestrski škof od leta 1100 do njegove smrti leta 1129. Standard večine tega gradbenega dela je bil visok, zato je velik del ohranjen v sedanji stavbi, predvsem v transeptih, ki so videti skoraj tako, kot jih je zapustil Walkelin. Ta stavba je bila monumentalne velikosti, več kot 150 m v dolžino in še vedno predstavlja jedro sedanje stavbe.

### Gotske razširitve
Godfrey de Lucy je leta 1189 dodal retrokor (prostor za glavnim oltarjem v velikih cerkvah ali stolnicah, ki ga pogosto ločuje od zadnje kapele) v zgodnjem angleškem gotskem slogu. Naslednja glavna faza obnove je sledila sredi 14. stoletja, ko je leta 1346 škof Edington porušil normansko zahodno fasado in začel graditi novo pravokotno gotsko fasado z ogromnim zahodnim oknom, ki stoji še danes. Edington je prav tako začel prenovo ladje, vendar so to večinoma izvedli njegovi nasledniki, predvsem William iz Wykehama in njegov zidarski mojster William Wynford, ki sta masivno normansko ladjo predelala v vzpenjajočo se perpendicular gotsko mojstrovino. To so dosegli tako, da so normanski kamen obdali z novim kamnom, stebre prerezali z gotskimi letvami in šilastimi loki ter trinadstropno ladjo preuredili v dva nivoja, tako da so arkado razširili navzgor v tisto, kar je bil triforij, in razširili svetlobno nadstropje navzdol, da se srečata. Leseni strop je bil nadomeščen z okrasnim kamnitim obokom. Po Wykehamovi smrti leta 1404 se je to preoblikovanje nadaljevalo pod zaporednimi škofi in je bilo dokončano ok. 1420.
Wykehamov naslednik Henry Beaufort (1405–1447) je izvedel manj sprememb in je dodal kantarij na južni strani retrokora, čeprav so se dela na ladji nadaljevala. Od leta 1450 do 1528 so pod vodstvom škofov Williama Waynfletea, Petra Courtenayja, Thomasa Langtona in Richarda Foxea opravili večjo obnovo in razširitev normanskega kora in zgodnjega angleškega retrokora. To delo je vključevalo gradnjo nadaljnjih kapel cerkvenega kora v retrokoru, zamenjavo normanskega vzhodnega dela s perpendicular gotskim korom in razširitev Lucijevega retrokora v gosposko kapelo. Za razliko od prezidave ladje pred približno 100 leti je bil gotski kor obokan v lesu in poslikan tako, da je bil videti kot kamen, kot pri cerkvi v Yorku. Po postopnih razširitvah je vzhodni konec zdaj približno 34 m onkraj Walkelinove stavbe.

### Poznejše predelave
Po ukazu kralja Henrika VIII., ki je prevzel nadzor nad katoliško cerkvijo v Angliji in se razglasil za vodjo anglikanske cerkve, je bil leta 1539 benediktinski samostan Svetega Swithuna razpuščen in predan kralju. Naslednje leto je bil ustanovljen nov kapitelj in za dekana imenovan William Basyng. Samostanska poslopja, vključno križni hodnik in kapiteljsko dvorano so, predvsem med 1560-1580 porušili škofje protestanta Roberta Horna.
Normanska korna pregrada, ki je bila v stanju razpadanja, je bila zamenjana leta 1637-1640 z novo, ki jo je zasnoval Inigo Jones. Bila je v klasičnem stilu, s figurami Jakoba I. in Karla I. iz medenine v nišah. Odstranjena je bila leta 1820, do takrat pa je bil njen slog neprimeren za sicer srednjeveško stavbo. Osrednja traveja z obokom, je danes v Univerzitetnem muzeju arheologije in antropologije Univerze v Cambridgeu. Nadomeščena je bila z gotsko pregrado Edwarda Garbetta. Njegova zasnova temelji na zahodnih vratih ladje. Ta kamnita struktura je bila odstranjena leta 1870, da bi naredili prostor za leseno oblikovano sira Georga Gilberta Scotta po vzoru nadstreškov nad kornimi klopmi.
Jane Austen je bila pokopana v severni stranski ladji leta 1817 in mnogi obiskovalci še danes prihajajo, da bi videli njeno zadnje počivališče.

### Obnova 20. stoletja
Na prelomu 20. stoletja je bila Winchestrska stolnica v resni nevarnosti propada in do poletja 1905 se je dekan William Furneaux soočil z neizbežno propadom stavbe. V stenah so se pojavile ogromne razpoke, nekatere tako velike, da se je lahko v njih splazil tudi majhen otrok, stene so bile izbočene in nagnjene, od sten pa je padalo kamenje. Furneaux je pripeljal vodilnega arhitekta tiste dobe, Thomasa G. Jacksona. Jacksonova napoved je bila mračna in njegova raziskava je pokazala, da se celotna zgradba nagiba proti jugovzhodu in se pogreza v mehka tla, najverjetneje zaradi napak v temeljih. Po njegovih navodilih so velike dele stavbe podgradili z lesom. Začetne ocene stroškov popravila so leta 1905 znašale 20.000 GBP.
Jackson, ki je priznal, da je bil izčrpan, je pripeljal inženirja Francisa Foxa, čigar podjetje je dokončalo projekte, kot je predor Mersey. Jackson in Fox sta izkopala jarek do temeljev vzhodnega konca in odkrila, da so Normani zgradili celotno stolnico na plavajočem splavu, sestavljenem iz 15-palčne plasti bukev, položenih diagonalno eno na drugo. Nekatere od teh bukev so bile trdne, druge pa so zgnile in se zrušile, pri tem pa se je stavba premaknila in pogreznila v mehka tla, ki niso bila dovolj trdna, da bi nosila ogromno težo stavbe, kar je povzročilo razpoke, izbokline in nagnjene stene. Fox je odstranil plast vrhnje zemlje in deset metrov gline, da so prispeli do splava. Pod tem je bila trdna plast šote, debela približno 8 čevljev, pod njo pa so na globini od 16 do 24 čevljev pod tlemi naleteli na trdnejšo plast proda, ki so jo nameravali uporabiti kot novo podlago za temelje.
Jackson in Fox sta predlagala, da bi okoli vzhodnega konca potopili vrsto jarkov, približno 50, do prodnate podlage in zgradili do splava z betonom in opeko. Vendar so bile zgornje stene tako šibke, da bi kopanje pod temelje brez podpore zidov lahko podrlo strukturo. Zato je Fox začel fugirati stene s pomočjo 'Greathead Grouting Machine', da bi zapolnil razpoke. Ko je bilo fugiranje končano, je prišlo do nove težave. Ko so šoto prekopali, da bi dosegli prodišče, je voda pridrvela do višine štirinajst metrov. Šota je delovala kot tesnilo, in ko je bila prelomljena, je voda iz bližnje reke Itchen poplavila jarke. Jackson je naročil močno parno črpalko, da je odstranila vodo iz jarkov. To je povzročilo razdor med Foxom in Jacksonom, saj je Fox menil, da bi črpanje lahko dodatno destabiliziralo temelje in povzročilo propad stavbe. Črpanje se je kljub temu začelo.
Spomladi 1906 so bili znaki, da je imel Fox prav – stolnica se je še vedno premikala in tonila, in tokrat hitreje kot prej. Prvič se je ugotovilo, da obstaja resna nevarnost za življenja. Fox je marca 1906 obiskal lokacijo in postal zaskrbljen, ker voda, ki so jo črpali, ni bila več bistra, ampak je bila motna in je vsebovala kredo. Ukazal je prekiniti črpanje. Črpalka je poškodovala plast kredastega mulja med šoto in gramozno posteljo, kar je dodatno destabiliziralo stavbo. Jackson je bil proti prenehanju črpanja, saj ni videl druge alternative. Fox pa je iz Londona poklical potapljača Williama Walkerja, ki je v Winchester prispel 5. aprila 1906.
Walker, ki je bil takrat verjetno najbolj izkušen potapljač v državi, je imel izjemno zahtevno delo. Njegova naloga je bila, da se v primitivni in neizmerno težki potapljaški obleki spusti v poplavljene rove in poravna rove, tako da odstrani vrhnjo plast šote in nato položi vreče cementa, da zamaši vodo, ki prihaja od spodaj. Walkerjeva obleka je tehtala 91 kg suha, jarki pa so bili utesnjeni in črni kot smola; Walker je moral potipati okoli z rokami. Dodaten izziv je bil, da je bila voda polna trupel in grobov, zaradi česar je bila voda septična. Walker je šest let skoraj vsak dan delal v 6- do 7-urnih izmenah, da bi to dosegel, in se potopil pod večino stavbe. Ko je leta 1911 končal svoje delo, je bilo mogoče črpalko varno uporabiti za odstranjevanje vode, ne da bi pri tem motili temelje. Leta 1911 so vzdolž južne ladje dodali zunanje opornike, da bi dokončali delo.
Na dan svetega Swithuna leta 1912 je bila organizirana posebna maša, ki sta se je udeležila kralj in kraljica, da bi se zahvalili za delo Jacksona, Foxa in Walkerja. Walker je bil kasneje nagrajen z MVO in je zaslužen za rešitev stolnice pred propadom. Skupni stroški dela so znašali 113.000 funtov, kar je leta 2017 ustrezalo skoraj 9 milijonom funtov. Walker je položil več kot 25.000 vreč betona, 115.000 betonskih blokov in 900.000 opek.

### 21. stoletje
Februarja 2000 je bil zaključen triletni projekt čiščenja in konzerviranja ladje in zahodnega pročelja, ki sta bila nazadnje očiščena leta 1897. V teh treh letih je bila ladja znotraj in zunaj pokrita z gradbenimi odri. Po odstranitvi gradbenega odra v začetku leta 2000 je bilo prvič po letu 1990 v notranjosti stolnice brez odra.
Avgusta 2006 so komajda preprečili skoraj katastrofalen požar, ko se je leteča kitajska lučka ujela na streho in jo začela zažigati. Na srečo ni nastala trajna škoda in so požar hitro pogasili. Tiskovni predstavnik Hampshire Fire & Rescue je dejal, da če požar ne bi bil opažen, bi lahko bil po obsegu podoben požaru leta 1984 v Yorkski stolnici, ki je skoraj popolnoma uničil južni transept.
Marca 2011 je bil dokončan nov enonadstropni prizidek v vogalu severne korne ladje. Stavba Fleury, imenovana potem ko jo je uradno odprl opat Fleuryja iz L'Abbaye de St-Benôit-sur-Loire v Franciji, je bila prva nova razširitev stavbe, odkar so sredi 16. stoletja razširili gosposko kapelo. V novi stavbi so bile sanitarije, shramba in nov kotel, ki je nadomestil oddaljeni objekt v hotelu Wessex. Nova razširitev je stala 820.000 funtov, ki so jih zbrali prijatelji stolnice Winchester.

## Arhitektura
Stolnic v Winchestru je ena največjih gotskih stolnic v severni Evropi in najdaljša po skupni dolžini. Stavba prikazuje razvoj arhitekturnih gradbenih slogov od dramatičnega normanskega dela transeptov vse do pozne perpendicular gotike na vzhodnem koncu. Sedanja stavba se je začela graditi leta 1079 in je bila dokončana leta 1532. Ima tloris latinskega križa z dolgo ladjo, transepti, osrednjim stolpom nad križnim kvadratom, kor in Marijino kapelo. Za gradnjo stolnice je bil uporabljen različen kamen, vključno z apnencem Quarr z otoka Wight, kamnom iz Batha ali oolitom, ponovno uporabljenim iz porušene stare cerkve, kamnom iz Caena iz Normandije, apnencem iz kamnoloma Beer in marmorjem Purbeck. Stolnica je dolga 170 m, višina oboka pa je 24 m. Osrednji stolp je visok 46 m.
Severni in južni transept sta najstarejša nespremenjena dela sedanje cerkve, zgrajena pod pokroviteljstvom škofa Walkelina od 1079 do 1098. Po konstrukciji sta masivna, približno 64 m v dolžino čez križišče, zidovi so 23 m visoki. Transepta sta razdeljena na tri dele skoraj enake višine, ki vključujejo arkado spodaj, triforij in svetlobno nadstropje. Oba transepta imata vzhodno in zahodno ladjo, od katerih ima vsaka majhno kapelo. Okna v prečnih ladjah so večinoma normanska, razen v svetišču in južnem zatrepu južne prečne ladje, ki je imela vstavljena okrašena gotska okna, vključno z majhno rozeto. Obok ladje na južnem transeptu je bil preluknjan med obnovo v letih 2012–2020 (glej zgoraj), da se omogoči namestitev dvigala do triforija.
Osrednji stolp, ki se dviga le eno nadstropje nad strmo nagnjeno streho ladje, je bil po zrušenju leta 1107 ponovno zgrajen v normanskem slogu. Obstajajo znaki, da je bil prvotno mišljen višji, notranjost odra zvonika je zelo dekorativna, z izrezljanimi pasjimi zobmi, kar dodatno nakazuje, da je bila mišljena kot lanterna, nad katero bi lahko bil zvonik. Ni znano, ali je bila načrtovana nadaljnja stopnja ali ne, vendar je bil leta 1635 nameščen lesen pahljačast obok, ki je omogočil namestitev zvonov zgoraj in tako zaprl zgornje stopnje stolpa do spodnje cerkve. Pod stolpom je kor, ločen od ladje z veliko in zapleteno leseno korno pregrado iz 1870-ih, delo Georgea Gilberta Scotta. Za paravanom so korne klopi in mizerikordiji, od katerih nekateri segajo v leto 1308 in so narejeni iz izrezljanega hrasta.
Ladja, ki je bila prvotno zgrajena med ok. 1100 in 1129, je bila od 1346 do 1420 preoblikovana v perpendicular gotski slog, pri čemer je obdržala večino prvotnega normanskega dela, tako da je bila obdana z novim kamnom; preoblikovana višina, ki je združila prejšnjo tri- nivojsko strukturo kot v transeptih na dva nivoja. Je med najširšimi gotskimi ladjami v državi in najdaljša tovrstna ladja v Evropi. Ladja ima spektakularen kamnit obok, skupaj s stotinami sklepnikov. Stranski ladji sta prav tako kamnito obokani in sta v primerjavi z glavno ladjo precej ozki, kar daje vtis širine in višine. Širina vseh treh ladij tako znaša 25 metrov.
Vzhodni del stolnice je bil zgrajen v dveh fazah. Starejši del je retrokor med velikim oltarjem in Marijino kapelo, ki je bil zgrajen med letoma 1202 in 1220 v slogu zgodnje angleške gotike. Tudi ta ima kamnit obok s številnimi zelo okrasnimi kapelami različnih škofov tega obdobja. Rečeno je bilo, da je bil uporabljen kot model za stolnico v Salisburyju, katere gradnja se je začela ravno takrat, ko se je retrokor v Winchestru bližal zaključku. Ko je bilo to delo končano v Winchestru, je bila prvotna normanska apsida porušena. V zahodni steni retrokora sta dva velika loka, ki omogočata pogled na zadnjo stran retabla. Retrokor je nenavaden v tem, da so osrednje traveje le nekoliko višje od ladij, ki jih obkrožajo. Prehodi so osvetljeni z velikimi suličastimi okni.
Novejši del vzhodnega konca je prezbiterij vzhodno od križišča in je bil zgrajen v perpendicular gotskem slogu od 1458 do 1520. Sestavljen je iz štirih travej s severnimi in južnimi ladjami. Tako kot predelana ladja ima tudi ta dve stopnji namesto treh v severnem in južnem transeptu, razlika je v tem, da so okna v prezbiteriju večja od oken v ladji. Za razliko od ladje pa je prezbiterij obokan v les, poslikan kot kamen. Obok ima nekaj najbolj okrasnih in barvitih sklepnikov. V času škofa Courtenayja (1486-1492) je bila močno razširjena tudi Marijina kapela, ki je dobila nove traveje na vzhodu z velikim oknom s sedmimi zasteklitvami. Obokanje zahodne traveje, ki sega v čas retrokora, je bilo prav tako predelano v času Courtenayja, ki ima zdaj izjemno zapletene lierne zvezdaste oboke. Jugovzhodna kapela retrokora, ki meji na Marijino kapelo, je bila prav tako preoblikovana, predvsem s strani Courtenayjevega naslednika Thomasa Langtona, ki ji je dal psevdo pahljačast obok in obok pobarval modro. Za razliko od ostalega dela stolnice je ohranjen barvni obok.
Pod stolnico je kripta, obsežna normanska ohranjena stavba, ki se razteza pod večjim delom vzhodnega dela stavbe. Kripta ima številne dele in hodnike. Povsod ims kamnit obok in je iz poznega 11. stoletja, podobnega datuma kot transepta. V kripti je pomemben kip človeka v naravni velikosti delo Antonyja Gormleyja, ki stoji tu od 1980-ih. Kripta je pozimi pogosto poplavljena zaradi visoke podzemne vode.
- Tloris stolnice
- Normanski osrednji stolp in severni transept
- Zahodna fasada škofa Edingtona
- Korne klopi in korna pregrada
- Nadstrešek korne klopi, orgle, lok stolpa in pahljačast obok
- Detajl v Marijini kapeli
- V retrokor so vrezani loki
- Retabel v Velikem oltarju - 1450 do 1476

### Vitraž
Velik del Winchestrskih vitražev je bil izgubljen v času Oliverja Cromwella kot lorda zaščitnika, ko so Roundheads razbili ogromno Veliko zahodno okno, tako kot mnoga druga okna v nižjih ravneh stavbe. Steklo z velikega zahodnega okna je bilo po obnovi ponovno sestavljeno s prozornim steklom kot mozaik.
Tako je večina ohranjenih vitražev v zgornjih nadstropjih stolnice, na primer v velikem vzhodnem oknu, ki je bilo obnovljeno v okviru obnove v letih 2012–2020. Veliko vzhodno okno je iz leta 1620 in vsebuje dela flamskih obrtnikov, katerih delo je mogoče videti tudi v kapeli King's College v Cambridgeu. Velik del stekla v prezbiteriju je iz let 1404 do 1426, izdelal pa ga je Thomas iz Oxforda. V zatrepu severnega transepta je tudi rozeta. Najstarejši vitraž je v severnem transeptu iz leta 1330.
- Veliko zahodno okno, zdaj mozaik
- Vitraž v enem od oken svetlobnega nadstropja ladje
- Okno v Marijini kapeli
- Grafika rozete severnega transepta

### Oboki
Velik del zgradbe stolnice je obokan, nekateri iz kamna, drugi deli pa leseni. Najstarejši obokani del stavbe je kripta iz 11. stoletja, ki je v celoti obokana v kamnu. Glavna in stranski ladji so obokane s  Beer kamnom. Kamnito obokane so tudi ladje kora, Marijine kapele in retrokora. Obok pod osrednjim stolpom, ki se razteza čez kor, je obokan v lesu, pobarvan v kamen. Številne kapele imajo pahljačaste oboke. Najvišji obok 24 metrov nad tlemi. Transepta nista obokana, razen v ladjah, namesto tega imata lesene strope iz 19. stoletja.
- Normanski obok v kripti
- Zgodnjeangleški obok v ladjah prezbiterija
- Modri psevdo pahljačasti obok JV kapele retrokora
- Pozno perpendicular gotski obok prezbiterija
- Obok v ladji, zgodnji perpendicular
- Pahljačasti obok v eni od kapel retrokora
- Lesen pahljačast obok pod stolpom, 1635

## Spomeniki in umetnine
V južni prečni ladji je "Ribiška kapela", ki je grob Izaaka Waltona. Umrl je leta 1683 in je avtor knjige The Compleat Angler in prijatelj Johna Donne. V koru je zvon iz ladje HMS Iron Duke (1912), ki je bila poveljniška ladja admirala Johna Jellicoea v bitki pri Jutlandu leta 1916.
V kripti, ki je pogosto poplavlja, je kip, delo Antonya Gormleya, ki se imenuje "Sound II", ki je bil postavljen v letu 1986. Kripta svetišče svetega Swithuna. Skrivnostni kip razmišlja o vodi s skodelico v rokah. Gormley govori o povezavi spominov,  ki bazirajo na elementih fizičnega sveta. Tudi doprsni kip Williama Walkerja je potapljač, ki je delal pod vodo v kripti med letoma 1906 in 1911, na kateri temelji cerkvena ladja in podpira stene.
Med letoma 1992 in 1996 so namestili niz devetih ikon v steni retrokora, ki je kratek čas zaščitila relikvije sv. Swithuna pred uničenjem Henrika VIII. leta 1538. Te ikone je, pod vplivom ruske pravoslavne tradicije, ustvaril Sergej Fjodorov v letu 1997. Vsebujejo lokalne verske like Sv. Swithuna in Sv. Birinusa. Pod ikonami je Sveti Hole, ki so ga nekoč romarji uporabljali za čaščenje in leži blizu zdravilnega svetišča svetega Swithuna.
Kipar Alan Durst je avtor rezbarij na enem od spomenikov v cerkvi.
- Kip Williama Walkerja v stolnici
- Doprsni kip Williama Walkerja v kripti
- Sound II, kip Antonya Gormleya v poplavljeni kripti
- Spomenik Sv. Swithunu, v ozadju Fyodorov ikonostas

## Pogrebi, kronanja, poroke
Pomembnejši dogodki, ki so se zgodili v Winchesterski stolnici so med drugimi::
- Pogreb kralja Harthacanuteja (1042)
- Pogreb kralja Viljema II. (1100)
- Kronanje kralja Henrika mlajšega in njegove kraljice Margerite (1172)
- Drugo kronanje kralja Riharda I. (1194)
- Poroka kralja Henrika IV. in [[Ivane iz Navarre (1403)
- Poroka kraljice Marije I. in kralja Filipa II.  (1554)

## Zvonovi
Stolnica ima edina diatonično uglašenih 14 cerkvenih zvonov na svetu, s tenorjem (najtežji zvon), ki tehta 1,81 tone.

## Javni dostop
Podobno kot pri številnih drugih anglikanskih stolnicah v Združenem kraljestvu, je bila pristojbina za obisk določena od marca 2006 dalje. Obiskovalci lahko dobijo letno vstopnico za isto ceno kot enkratni vstop.

## Nagrobniki
- Sveti Birinus - njegove relikvije so verjetno prenesena sem
- Walkelin, prvi normanski škof Winchestera (1070–1098)
- Henry of Blois (ali Henry of Winchester), opat Glastonburyjske opatije (1126–1129) in škof Winchestera (1129–1171)
- Richard of Ilchester, škof Winchestera (1173–1188) in srednjeveški angleški državnik]
- Godfrey de Luci, škof Winchestera (1189–1204)
- Peter des Roches, škof Winchestera (1205–1238) in vodja angleškega sodstva (1213–c.1215)
- Henry Beaufort (1375–1447), kardinal in škof Winchestera - legitimni sin Johna of Gaunt in lord kancler Anglije pod Henrikom V.  in Henrikom VI.
- Izaak Walton, avtor knjige The Compleat Angler (9. avgust 1593 – 15. december 1683)
- John Ecton, uradnik kraljice Anne Bounty, skrbnik spisov in je umrl v Turnham Green, Middlesex, 20. avgusta 1730.[26] Njegova volja je bila, da njegovo ženo Dorothea Ecton pokopljejo v Winchester Cathedral.[27]
- Jane Austen (1817)[28]

## Grobnice
- Cynegils, kralj Wessexa (611-643)
- Cenwalh, kralj Wessexa (643-672)
- Egbert of Wessex, kralj Wessexa (802-839)
- Ethelwulf, kralj Wessexa (839-856)
- Edred, angleški kralj (946-955)
- Edwy, angleški kralj in kasneje Wessexa (955-959)
- Knut Veliki, angleški kralj (1016–1035) in tudi Danski in Norveški
- Emma of Normandy, Knutova žena in tudi Ethelred II Angleška
- Viljem II. Angleški Rufus, angleški kralj (1087–1100)

Tudi:
- Harthacanute, angleški kralj (1040–1042) in tudi Danski - pokopan v steni korne pregrade
- Stigand, nadškof Canterburyja (umrl 1072)

## Prvotno pokopani v Winchestru
- Edvard I. Starejši, angleški kralj (899 - 924) - kasneje prenesen v Hyde Abbey
- Alfred Veliki, angleški kralj in kralj Wessexa (875-899) - prenesen iz Old Minster in kasneje v Hyde Abbey

## Orgle
Prve zapisane orgle so bile iz 10. stoletja; imele so 400 cevi in naj bi se slišale po vsem mestu. Najzgodnejši znani organist je bil John Dyer leta 1402. 
Sedanje orgle, delo mojstra Henryja Willisa, so bile prvič prikazane na Veliki razstavi leta 1851, kjer so bile največje orgle. Organist Samuel Sebastian Wesley je priporočil nakup  dekanu; nekoliko zmanjšane so namestili leta 1854. Spremenjene leta 1897 in 1905 in v celoti obnovljene (Harrison & Harrison) leta 1937 in ponovno leta 1986-1988. Organisti so bili Christopher Gibbons, ki je oživil cerkveno glasbo po Interregnum, Samuel Sebastian Wesley, skladatelj sakralne glasbe in Martin Neary, ki je uredil glasbo za pogreb Diane, princese Walesa v Westminstrski opatiji.

## Kulturne povezave
Danes stolnica privablja veliko turistov zaradi povezanosti z Jane Austen, ki je umrla v Winchestru 18. julija 1817. Njen pogreb je potekal v stolnici, pokopana pa je bila v severni ladji. Napis na njenem nagrobniku ne omenja njenih romanov, toda kasnejša medeninasta plošča, plačana iz prihodkov od njene prve biografije, jo opisuje kot »mnogim znana po svojih spisih«. V njeno čast je tudi spominsko okno C. E. Kempeja.
Romanopisec Anthony Trollope, ki je kot otrok tri leta preživel v mestu, si je izposodil značilnosti stolnice in mesta za svoje Chronicles of Barsetshire. Leta 2005 je bila stavba uporabljena kot filmski set za Da Vincijevo šifro, severni transept pa je bil uporabljen kot Vatikan. Po tem so v cerkvi gostili razprave in razstave, da bi predstavili knjigo.
Winchestrska stolnica je morda edina, o kateri so bile napisane priljubljene pesmi. Winchester Cathedral je bila uspešnica med desetimi najboljšimi v Združenem kraljestvu in pesem številka ena v ZDA za The New Vaudeville Band leta 1966. Stolnica je bila tudi tema pesmi Cathedral Crosbyja, Stillsa & Nasha z njihovega albuma CSN iz leta 1977. Skupina Clinic iz Liverpoola je leta 2004 izdala album z naslovom Winchester Cathedral.
Leta 1992 je britanski rozarij David Austin uvedel belo sorto svoje sorte vrtnic Mary Rose (1983) kot Winchester Cathedral.
Ko je bil med prvo svetovno vojno napoten v Anglijo, je Bill Wilson, soustanovitelj Anonimnih alkoholikov, obiskal stolnico in imel prvo izkušnjo Božje navzočnosti.
Stolnica je izhodišče 34 milj dolge poti St Swithun's Way, dolge pešpoti, ki je bila odprta leta 2002 v spomin na zlati jubilej Elizabete II.
Stolnica in okolica sta bili večkrat uporabljeni kot prizorišče snemanja The Crown, priljubljene Netflixove zgodovinske dramske serije, ki temelji na monarhiji v času vladavine kraljice Elizabete II. Notranjost je bila uporabljena kot nadomestek za Westminstrsko opatijo (za pogreb lorda Louisa Mountbattena v 4. sezoni) in stolnico sv. Pavla (za pogreb sira Winstona Churchilla v 3. sezoni ter za poročne vaje princa Charlesa in lady Diane Spencer ter poznejše poroka v 4. sezoni).
Vsak november in december od leta 2006 na območju stolnice poteka božična tržnica.